# Луцій Плавцій Планк
Луцій Плавцій Планк (лат. Lucius Plautius Plancus; близько 83 до н. е. — 43 до н. е.) — політичний діяч часів занепаду Римської республіки.

## Життєпис
Походив із роду вершників Мунаціїв. Син Луція Мунація Планка. Народився близько 83 року до н. е., отримавши ім'я Гней. Згодом був усиновлений Луцієм Плавцієм, взявши його преномен та номен, залишивши лише родинний когномен. Відрізнявся пристрастю до розкошів.
У 49 році до н. е. підтримав Гая Юлія Цезаря на початку війни проти Гнея Помпея. У 48 році до н. е. служив у війську Гая Юлія Цезаря, був поранений в ході невдалих переговорів із помпеянцями на річці Апс. У 47 році до н. е. став монетарієм. 44 року до н.е призначений Цезарем на посаду претора на 43 рік до н. е. У 44 році до н. е. призначений префектом для розподілу землі в Бутроті. Того ж року після вбивства Цезаря перейшов на бік сенату.
У березні 43 року до н. е. виїхав із Рима до свого брата Луція Мунацій Планка, проконсула Трансальпійської Галлії, щоб переконати його співпрацювати з сенатом. Виступав як посередник на переговорах Планка з Марком Лепідом, командував окремим загоном кінноти, висланим до Юлієвого Форуму проти Луція Антонія. У травні того ж року захворів на якусь хворобу з гарячкою і за наполяганням брата змушений був повернутися до Риму. Там співпрацював з Марком Туллієм Цицероном. У листопаді був проскрибований Другим триумвіратом. Тому переховувався поблизу Салерна, але його вистежили за запахом пахощів. Зрештою здався переслідувачам, щоб позбавити своїх рабів від тортур. Був страчений.